# Eteobalea alypella
Eteobalea alypella ist ein Schmetterling (Nachtfalter) aus der Familie der Prachtfalter (Cosmopterigidae).

## Merkmale
Die Falter erreichen eine Flügelspannweite von 10 bis 11 Millimeter. Der Kopf ist weiß, der Scheitel (Vertex) ist hinten stark braun durchmischt. Die Fühler glänzen dunkelbraun. In der basalen Hälfte sind sie weißlich geringelt, im letzten Drittel befinden sich fünf weiße Ringe. Der Thorax glänzt dunkelbraun und ist hinten spärlich mit weißen Schuppen versehen. Die Zeichnung der Vorderflügel ähnelt Eteobalea albiapicella, die Binden und Striche sind aber schmaler. Der weiße Fleck, der dem inneren Costalfleck gegenüberliegt, befindet sich am Flügelinnenrand. Die Hinterflügel glänzen grau. Das Abdomen ist dunkelgrau, das Afterbüschel ist weiß.
Die Genitalarmatur der Männchen unterscheidet sich von Eteobalea albiapicella durch die schlankeren Valven und den deutlicher ausgebildeten Cucullus, das lange, sich allmählich verjüngende rechte Brachium und den längeren und schlankeren Aedeagus.
Die Genitalarmatur der Weibchen wurde bisher nicht beschrieben.

### Ähnliche Arten
Eteobalea alypella unterscheidet sich – mit Ausnahme von Eteobalea alpiapicella – von den anderen Arten der Gattung durch das Fehlen von metallisch glänzenden Schuppen auf den Vorderflügeln.

## Verbreitung
Eteobalea alypella ist im Süden Frankreichs, in Spanien, Italien und Marokko beheimatet.

## Biologie
Die Raupen entwickeln sich in den Blütenköpfen der Strauchigen Kugelblume (Globularia alypum). Die Raupen sind Ende Oktober erwachsen und überwintern in den Samenständen. Im Frühjahr verpuppen sie sich. Die Falter fliegen im Juni.

## Systematik
Aus der Literatur ist folgendes Synonym bekannt:
- Stagmatophora alypella Klimesch, 1946

## Belege
1. 1 2 3 4 5 6  J. C. Koster, S. Yu. Sinev: Momphidae, Batrachedridae, Stathmopodidae, Agonoxenidae, Cosmopterigidae, Chrysopeleiidae. In: P. Huemer, O. Karsholt, L. Lyneborg (Hrsg.): Microlepidoptera of Europe. 1. Auflage. Band 5. Apollo Books, Stenstrup 2003, ISBN 87-88757-66-8, S. 146 (englisch).
2. ↑  Josef Klimesch (1946): Stagmathophora alypella spec. nova. (Lep., Momphidae). Zeitschrift der Wiener Entomologischen Gesellschaft 31: S. 72–74 Erstbeschreibung (PDF; 583 kB)
3. ↑  Eteobalea alypella bei Fauna Europaea. Abgerufen am 22. Februar 2012